# Cyclaulacidea picki
Cyclaulacidea picki är en stekelart som beskrevs av Leathers 2005. Cyclaulacidea picki ingår i släktet Cyclaulacidea och familjen bracksteklar. Inga underarter finns listade i Catalogue of Life.